# Placidus Gervasius Nkalanga
Placidus Gervasius Nkalanga OSB (* 19. Juni 1919 in Ruti, Tanganjika; † 18. Dezember 2015 in Songea) war ein tansanischer Ordensgeistlicher und römisch-katholischer Bischof von Bukoba. 

## Leben
Placidus Nkalanga trat dem Benediktinerorden bei und wurde am 15. Juli 1950 zum Priester geweiht.
Papst Johannes XXIII. ernannte ihn am 18. April 1961 zum Weihbischof in Bukoba und Titularbischof von Balbura ernannt. Der Papst persönlich spendete ihm am 21. Mai desselben Jahres die Bischofsweihe; Mitkonsekratoren waren Fulton John Sheen, Weihbischof in  New York, und Edoardo Mason MCCJ, Apostolischer Vikar von El Obeid. Papst Paul VI. ernannte ihn am 6. März 1969 in Nachfolge von Laurean Kardinal Rugambwa, der Erzbischof von Daressalam wurde, zum Bischof von Bukoba. 
Am 26. November 1973 nahm Papst Paul VI. seinen vorzeitigen Rücktritt an.